# Абака-хан
Абага, Абака (березень 1234, Монголія — 1 квітня 1282, Хамадан) — Ільхан Ірану (1265—1282), син Хулагу, лідера монгольського завоювання Середньої Азії.

## Життєпис
У 1265 отримав руку Марії Деспіни, незаконної дочки імператора Михайла VIII Палеолога. Другий представник династії Хулагуїдів в Ірані. При сходженні на трон придушив змову Килич-Арсланак IV, султана Рума, що вступив у союз з Єгиптом та арабськими племенами.
17-річним царюванням придбав собі славне ім'я, заступництвом ученим і поетам і розсудливістю управління підняв добробут своєї країни. Проводив антимусульманську політику, намагаючись вкоренити духовні основи буддизму і несторіанства.
У зовнішній політиці Абака-хан продовжував лінію батька. Він боровся з силами Золотої Орди на Кавказі, а також з вторгненнями правителів Чагатайського улусу в Середній Азії. У 1270 році чагатайський правитель Борак вторгся в Хорасан, але був розбитий поблизу Герату. У відповідь Абака розгромив Бухару (1273).
У 1276 році вибухнуло нове повстання в Румському султанаті. 1277 року на підтримку повсталим прибув Бейбарс, султан Єгипту, який у битві при Ельбістоні завдав поразки монгольському війську. Після повернення того ж року Бейбарса до Єгипту, ільхан Абака повернув собі владу над Малою Азією. 1279 року спрямував війська на допомогу султану Кей-Хосров III для придушення повстання бея Карамана.
Абака-хан помер 1 квітня 1282 року від «білої гарячки» внаслідок алкоголізму. Його наступником став Текудер.